# Irena Rožman Pišek
Irena Rožman Pišek, slovenska etnologinja, * 9. februar 1965, Kelkheim 
Ukvarja se z raziskovanjem rodnostnega vedenja in dejavnosti babištva na Slovenskem.
Diplomirala je leta 1993 iz etnologije in sociologije na Filozofski fakulteti v Ljubljani. Leta 1995 se je tam zaposlila kot mlada raziskovalka, leta 1998 pa je bila izvoljena za asistentko za etnologijo. Bila je docentka na Fakulteti za humanistične študije Univerze na Primorskem in sodelavka Inštituta za medicinske vede ZRC SAZU. Delovala je v Posavskem muzeju v Brežicah, Dolenjskem muzeju v Novem mestu in Slovenskem etnografskem muzeju v Ljubljani.
Prispevala je zapis o Angeli Boškin za knjigo Pozabljena polovica : portreti žensk 19. in 20. stoletja na Slovenskem. Pisala je za revijo Naša žena in Dolenjski list.

## Zasebno
Poročena je z ginekolom Alešem Piškom.

## Nagrade
- Murkova nagrada za življenjsko delo (2021)[4]